# Ordre de Notre-Dame de Lorette
L'Ordre de Notre-Dame de Lorette (ou « Ordre de Notre-Dame de Laurette ») est l'ordre de Chevalerie associé au sanctuaire de la Sainte Maison de Lorette.

## Histoire
L'Ordre de Notre-Dame de Lorette fut un ordre de chevalerie institué par le Pape Sixte V, en l'an 1587, lorsqu'il éleva la ville de Lorette en Évêché.

« ORDO SANCTA MARIA LAURETANA - EQUITES LAURETANI »

 Le Pape Paul III l'avait préalablement établi avant que Grégoire XIII ne le supprimât. Le nom que la Bulle d'Érection leur donna est celui de 

« LAURETANI PARTECIPANTI »

## Finalité de l'Ordre
Ces derniers devaient être au nombre de deux cents. La finalité de cet ordre fut de défendre la Marche d'Ancône et la ville de Lorette. En effet, ces chevaliers devaient donner la chasse aux corsaires le long des côtes de la marche d'Ancône, aux voleurs de la Romagne et garder la ville de Lorette. On les nommait aussi loretans.

## Éléments descriptifs
Les Chevaliers de Lorette s'appelaient Chevaliers dorés comme tous les autres Chevaliers parce qu'ils étaient autorisés à porter l'éperon doré.
C'était le Pape qui faisait Chevalier, et l'on plaçait dans cet ordre, des « gens de robe » aussi bien que des « gens d'épée ». 
Ils avaient des privilèges, entre autres, ceux de faire des docteurs en toutes les facultés, des Notaires publics et légitimer les naissances hors mariage.
Le Saint-Siège leur donnait à tous une pension.

## Images

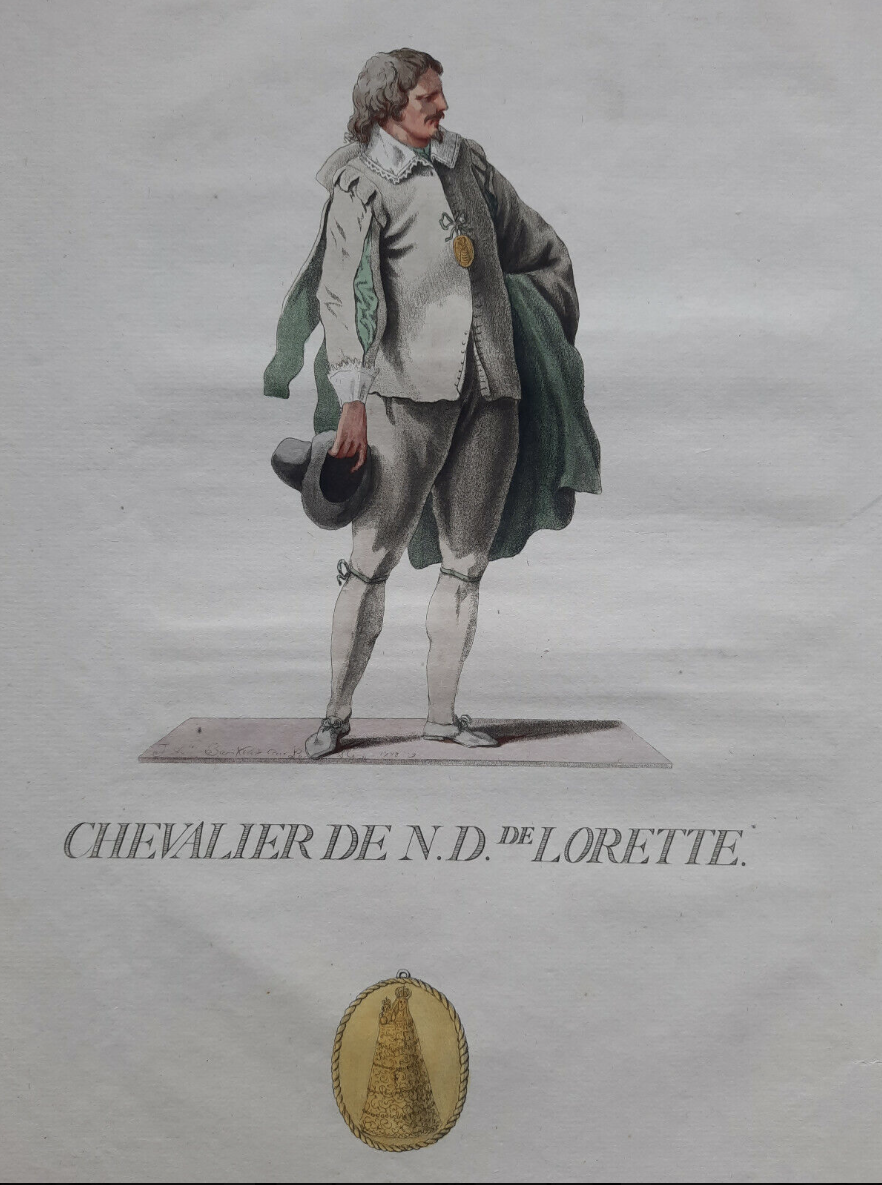
Costume de chevalier de Notre Dame de Lorette au XVIIIe siècle - gravure de Jean-Charles Bar.